# Nieuwe Kerk (Den Haag)
De Nieuwe Kerk is een kerkgebouw aan het Spui in het centrum van Den Haag. Het behoort tot de 'Top 100 van de Rijksdienst voor de Monumentenzorg' uit 1990. Het gebouw is tegenwoordig in gebruik als concertzaal.
De Nieuwe Kerk werd in 1649-1656 gebouwd nadat de Grote Kerk te klein was geworden. De kerk lag vóór de demping van de grachten op een eiland tussen het Spui, de Amsterdamse Veerkade, Paviljoensgracht en St. Antonisburgwal (de huidige Gedempte Gracht).

## Kerk

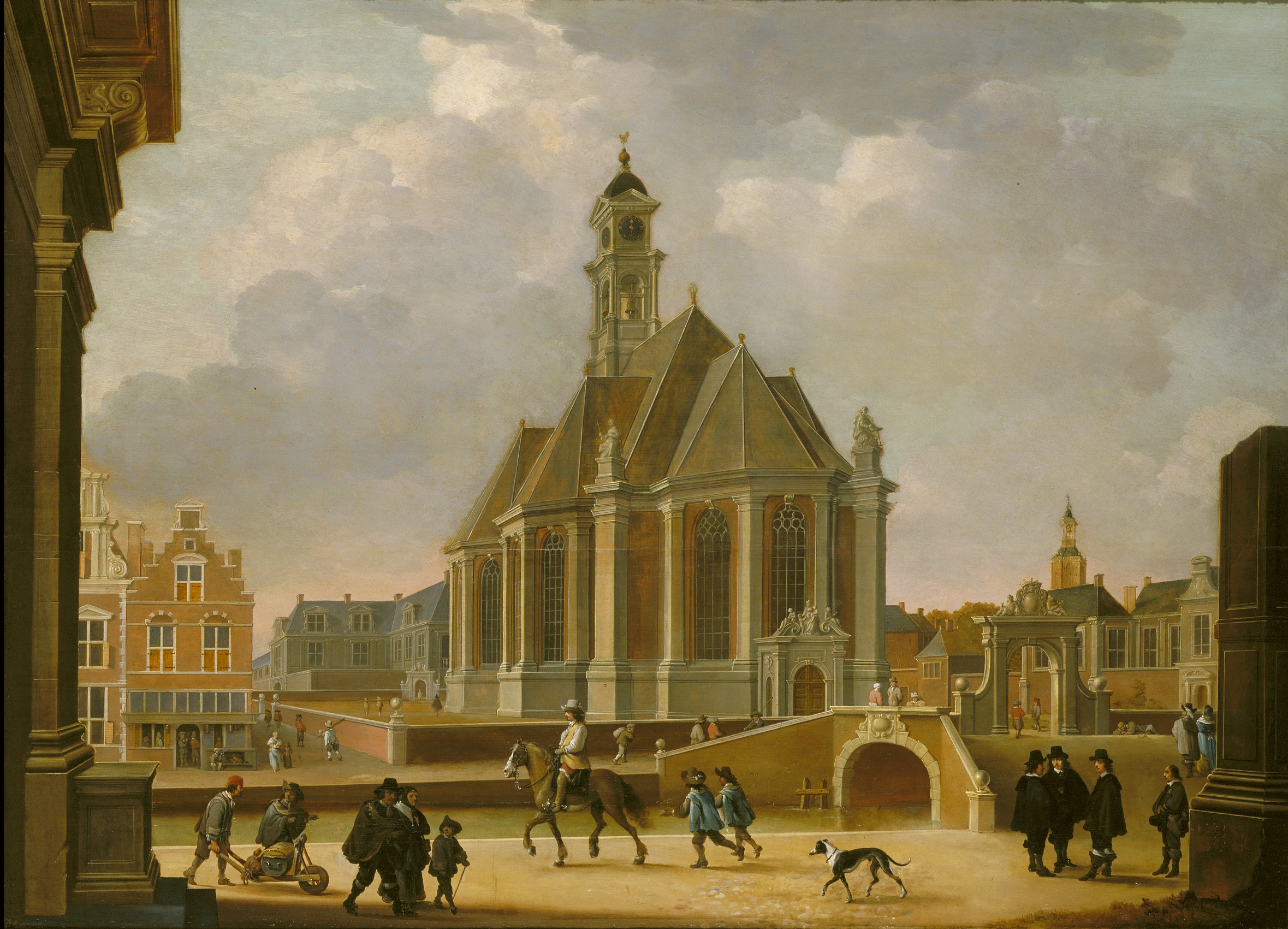
1650: Nieuwe Kerk aan het Spui gezien vanuit het oosten (Bartholomeus van Bassen)

### Architectuur
De Nieuwe Kerk werd ontworpen door timmerman Pieter Noorwits met assistentie van Bartholomeus van Bassen en geldt als een hoogtepunt van de vroege protestantse kerkelijke architectuur in Nederland. Zoals veel kerken uit die tijd is de Nieuwe Kerk een centraalbouw. In tegenstelling tot andere centraalbouwen heeft de kerk echter geen eenvoudige cirkelvormige of veelzijdige plattegrond, maar bestaat de ruimte uit twee achtzijdige delen die met elkaar verbonden zijn door een iets smaller deel waarin de preekstoel werd opgesteld. De architectuur van de kerk vertoont elementen van zowel   classicisme als de barok.
Het immense dak rust louter op de buitenmuren, waarbij zuilen ontbreken. Deze voor die tijd unieke constructie heeft echter sinds 1656 nooit problemen gegeven. 
De kleine kerktoren is 52,66 m. hoog inclusief de windvaan. Hij bevat een klokkenstoel met twee luidklokken van de Haagse klokkengieter Coenraad Wegewaert uit 1656, met een diameter van resp. 100,2 en 81,5 cm. Wegewaert vervaardigde ook het smeedijzeren torenuurwerk met dubbel slaguurwerk, dat later een automatisch opwindmechaniek kreeg.
Een deel van het kerkmeubilair, zoals de preekstoel en het doophek, is nog origineel. Door de bestemming tot concertzaal is het merendeel van de originele kerkbanken niet meer aanwezig.
In de kerk bevonden zich in de 18de eeuw graven en rouwborden. Alle borden met familiewapens moesten in 1795 worden verwijderd, op last van de Bataafse Republiek, in verband met het afschaffen van de adelstand. Een twaalftal grafstenen zijn in de muren gemetseld van de kelder, die bij concerten als foyer wordt gebruikt. Pieter Noorwits werd in zijn eigen kerk begraven, zoals ook uit een grafboek van de kerk blijkt: „den 11 Febr. 1669 Pieter Aerse Noerwis”, ofwel Pieter Aaronszoon Noorwits. In de kerktuin bevindt zich het grafmonument van Baruch Spinoza.

### Orgel
Het kerkorgel werd in 1702 gebouwd door Johannes Duyschot. Uit de bouwtijd resteert nog het grootste deel van het pijpwerk en de orgelkas. Het instrument werd in 1867 verbouwd door het bedrijf van Christian Gottlieb Friedrich Witte, die gold als een van de beste orgelbouwers van die tijd. Zij pasten het orgel aan, zodat het ook goed bruikbaar werd voor muziek uit de romantische periode. Er zijn drie manualen, 28 registers en een vrij pedaal. Dit laatste werd toegevoegd door Flentrop, die in 1977 een grote restauratie voltooide met behoud van de dispositie van Witte.

## Concertzaal
De kerk werd in 1969 voor de eredienst gesloten en na een lange restauratie heropend als concertzaal. In 1987 werd deze tot 2015 onderdeel van het complex Dr. Anton Philipszaal / Lucent Danstheater / Nieuwe Kerk en sinds eind 2021 van het complex Amare / Nieuwe kerk. Er zijn akoestische aanpassingen aangebracht die het binneninterieur een modern gezicht geven.

## Afbeeldingen

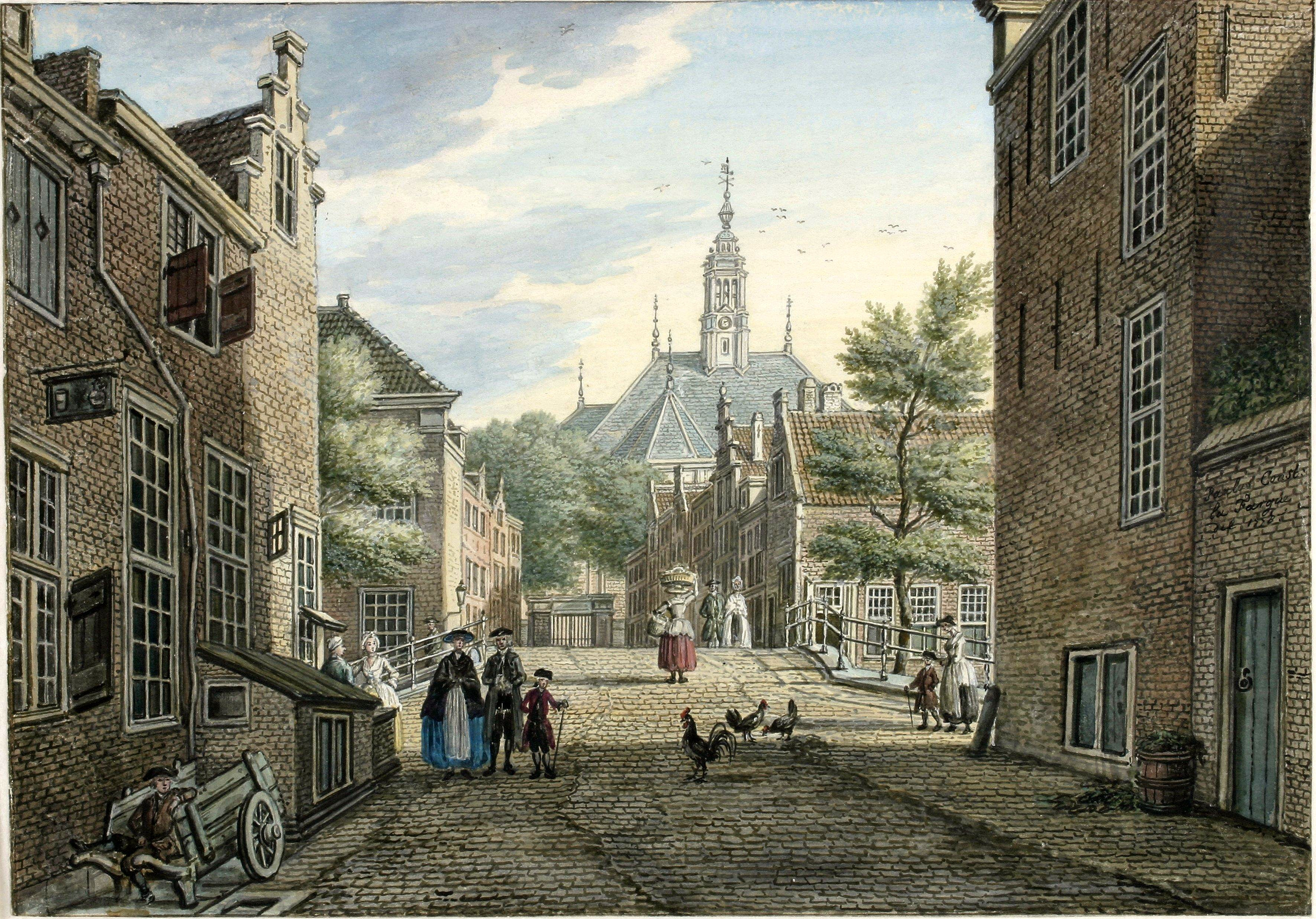
1778: Nieuwe Kerk gezien vanuit de Kranestraat (Paulus Constantijn la Fargue)
Voorzijde Nieuwe Kerk
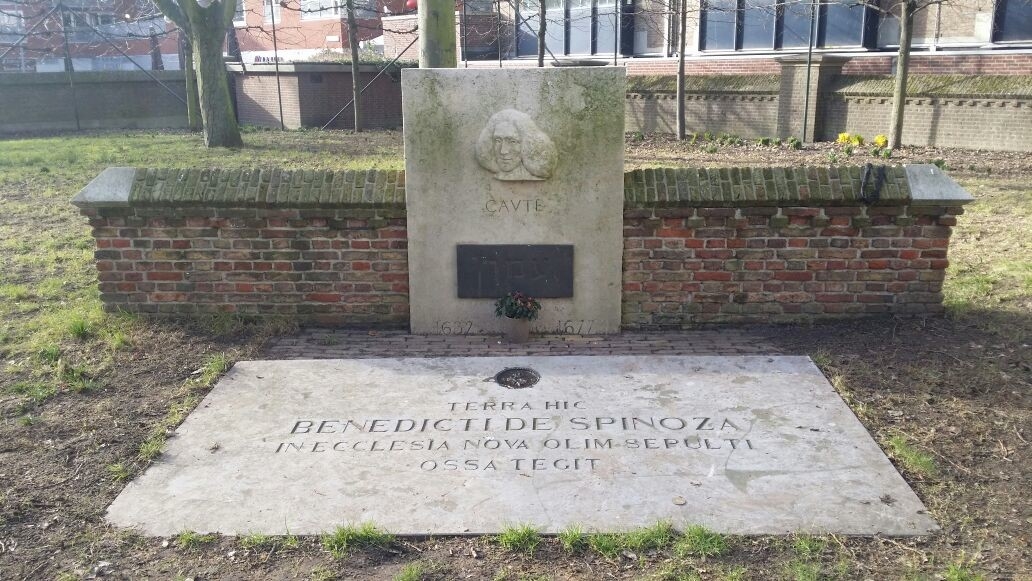
Graf Baruch Spinoza in de tuin
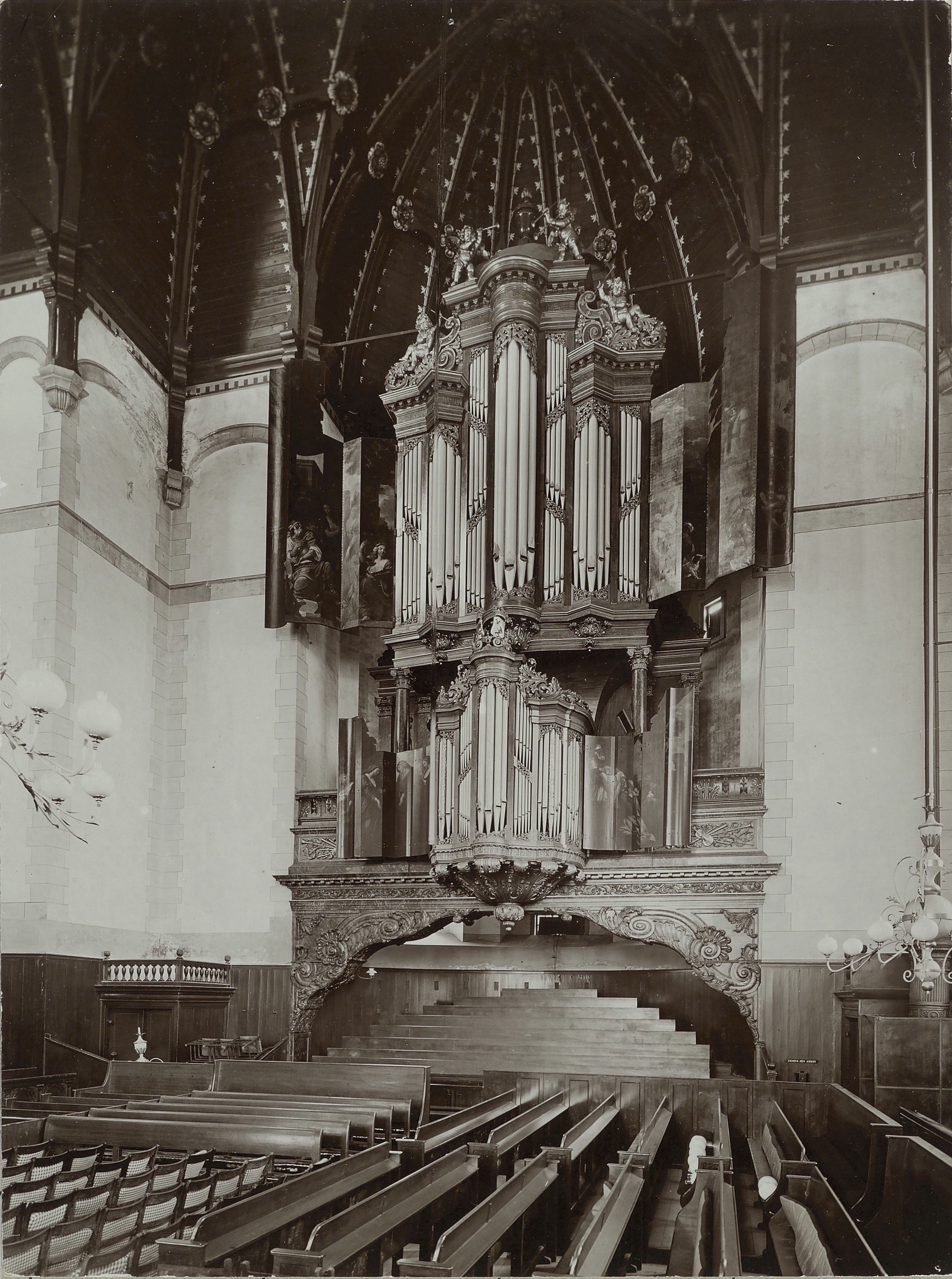
Interieur met orgel
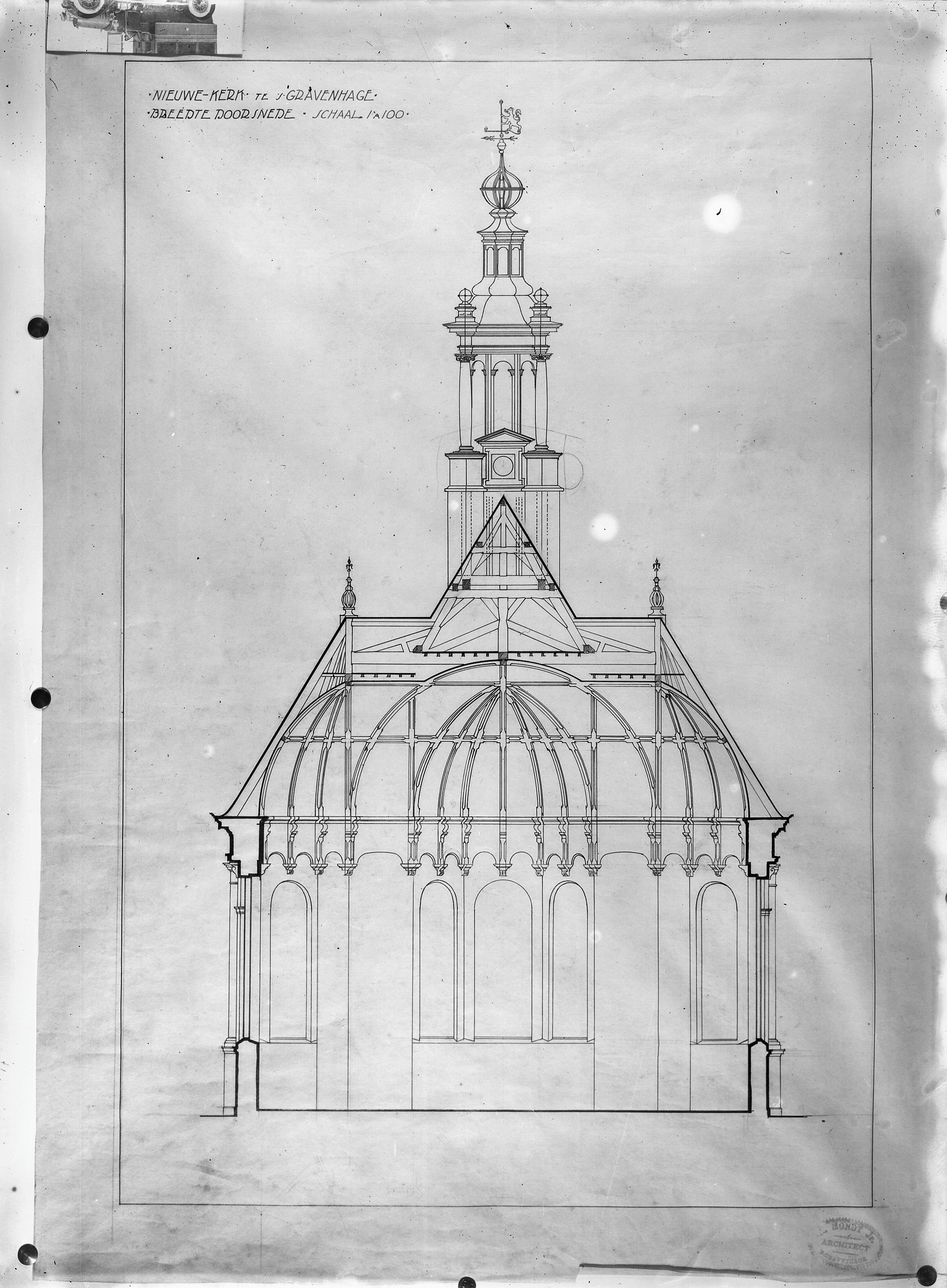
Doorsnede van de Nieuwe Kerk